# Gräfendhron
Gräfendhron là một đô thị ở huyện Bernkastel-Wittlich, trong bang Rheinland-Pfalz, Đô thị Gräfendhron có diện tích 3,13 km², dân số thời điểm ngày 31 tháng 12 năm 2006 là 118 người.